# Caparison Guitars
Caparison Guitars — японский производитель электро- и бас-гитар. Компания зарекомендовала себя ручными сборками гитар, а также новой патентованной технологией в гитаростроении TAT, и потрясающими дизайнерскими решениями гитар. Caparison считаются одними из самых дорогих и качественных гитар. Главное конструкторское бюро базируется в Токио, сами гитары изготавливаются в Нагое.

## История
Компания основана в 1995 году Итару Канно — бывшим дизайнером компании Jackson/Charvel. На данный момент Caparison принадлежит крупному производителю музыкальных инструментов — компании Kyowa Shokai.

## Гитары
Одной из первых уникальных особенностей дизайна Caparison было создание культовой головы грифа «Devils Tail». Наиболее продаваемой моделью гитары в компании является «Horus», которая имеет 27 ладов, а вместо обычной разметки на накладку грифа нанесены изображения циферблатов часов, которые показывают номер лада в формате времени (1 час на первом ладу, 3 часа на третьем, 5 часов на пятом ладу и т.д.). Другие популярные модели, такие как Dillinger, TAT и PLO тоже имеют «часовую» разметку, однако количество ладов у них стандартное — 24. Среди моделей формата «суперстрат» особо выделяется модель Orbit, которая представляет собой вариант формы «акулий хвост» с глубоким вырезом в стыке корпуса с грифом, который позволяет комфортно играть на дальних ладах — их, как в модели Horus, также 27.
Обычно гитары Caparison оснащаются звукоснимателями собственного производства, а фурнитура в большинстве случаев — Gotoh. Другая характерная черта — это частое использование потенциометров типа «Push/pull», с помощью которых можно отключать отдельные обмотки в хамбакерах, получая «прозрачный» чистый звук. 
Компания Caparison постоянно следит за качеством своих гитар и непрерывно улучшает их, стремясь к абсолютному совершенству. Так, в 2006 году руководство компании подняло планку качества гитар за счёт усовершенствования технологий изготовления и использования ещё более качественной фурнитуры. Поскольку бо́льшую часть производственного процесса составляет ручная обработка, компания выпускает всего 40 гитар в месяц, но несмотря на это, на сегодняшний день гитары Caparison продаются не только в Японии, но и в Перу, США, Дании и Австралии.

## Известные гитаристы, играющие на Caparison
- Денис Стреттон
- Маттиас Эклунд
- Энди ЛаРок
- Джеймс Мёрфи
- Джоил Штрётцель
- Майкл Ромео
- Джона Вайнхофен
- Кристофер Эмотт
- Стивен Джонс